# Sphenozygomatikus varrat

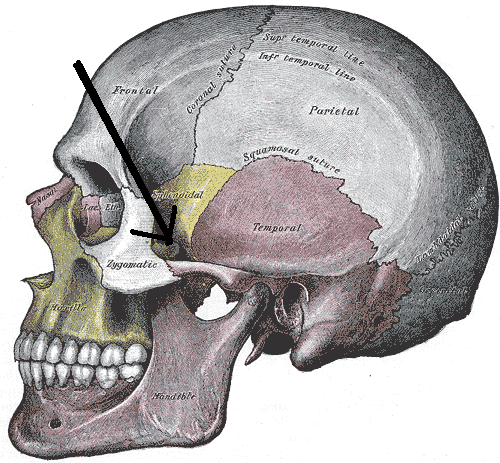
A koponya oldalról látható, a nyíl az alig látható sphenozygomatikus varratra mutat

A sphenozygomatikus varrat (magyarul ékcsonti-járomcsonti varrat, latinul sutura sphenozygomatica) egy apró varrat az ékcsont (os sphenoidale) és a járomcsont (os zygomatica) között.